# 19349 Denjoy
19349 Denjoy (1997 CF22) là một tiểu hành tinh vành đai chính được phát hiện ngày 13 tháng 2 năm 1997 bởi P. G. Comba ở Prescott.